# Spychówko
Spychówko (1945 bis 1946 Pupki, deutsch Klein Puppen) ist ein kleiner Ort in der polnischen Woiwodschaft Ermland-Masuren und gehört zur Gmina Świętajno (Landgemeinde Schwentainen, 1938 bis 1945 Altkirchen (Ostpr.)) im Powiat Szczycieński (Kreis Ortelsburg).

## Geographische Lage
Spychówko liegt am Nordwestufer des Puppener Sees (polnisch Jezioro Spychowskie) in der südlichen Mitte der Woiwodschaft Ermland-Masuren, 23 Kilometer östlich der Kreisstadt Szczytno (deutsch Ortelsburg).

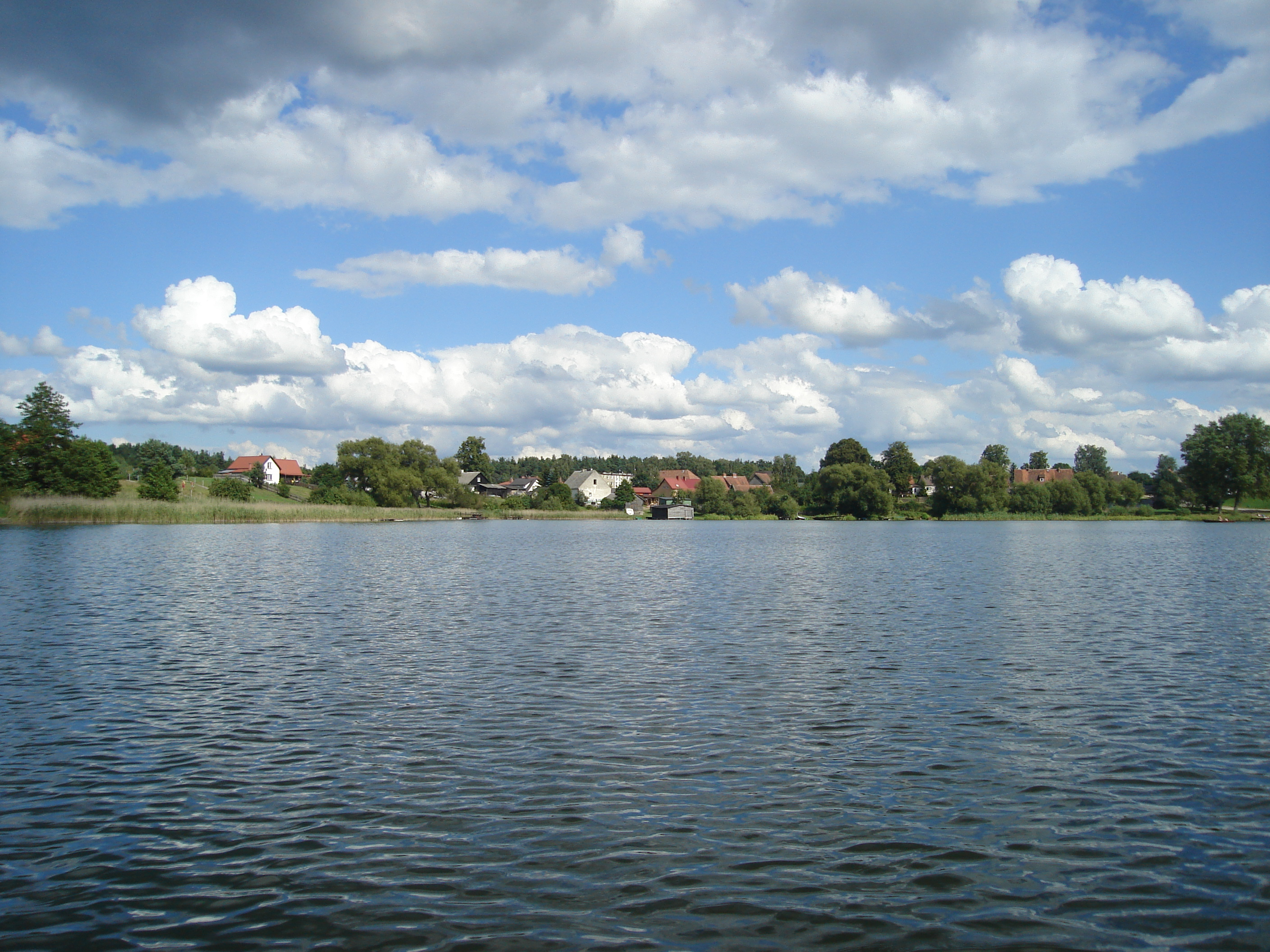
Blick auf den Jezioro Spychowskie/Puppener See

## Geschichte
Das Gründungsprivileg von Klein Pupken (so bis etwa 1785 genannt) ist auf den 14. Februar 1671 datiert. Der Ort bestand aus ein paar kleinen Höfen und wurde ab 1892 als Wohnplatz in der Gemeinde Puppen (polnisch 1946 bis 1960 Pupy, seit 1961 Spychowo) genannt. 1781 wurde die „Vermögensumstände in Klein Puppen als mittelmäßig“ bezeichnet. 1932 wurden im Ort zwei Güter mit den Besitzern Luise Konopatzki und Gustav Schittek genannt.
In Kriegsfolge kam Klein Puppen 1945 mit dem gesamten südlichen Ostpreußen zu Polen und erhielt 1946 die polnische Namensform „Pupki“, die dann ab 1961 in „Spychowo“ geändert wurde. Der Ort wird heute „część wsi Spychowo“ (= „Teil des Dorfes Spychowo“) genannt und gehört zum Verbund der Landgemeinde Świętajno (Schwentainen, 1938 bis 1945 Altkirchen (Ostpr.)) im Powiat Szczycieński (Kreis Ortelsburg), bis 1998 der Woiwodschaft Olsztyn, seither der Woiwodschaft Ermland-Masuren zugehörig.

## Kirche
Bis 1945 war Klein Puppen in die evangelische Kirche Puppen in der Kirchenprovinz Ostpreußen der Kirche der Altpreußischen Union sowie in die römisch-katholische Kirche Ortelsburg im Bistum Ermland eingepfarrt. Heute gehört Spychówko katholischerseits zur Kirche der Mutter Gottes von der immerwährenden Hilfe in Spychowo im jetzigen Erzbistum Ermland. Evangelischerseits ist der Ort zur Pfarrei in Szczytno in der Diözese Masuren der Evangelisch-Augsburgischen Kirche in Polen ausgerichtet.

## Verkehr
Spychówko ist von Spychowo (Puppen) aus auf einer Seeuferstraße zu erreichen. Spychowo ist außerdem die nächste Bahnstation an der Bahnstrecke Olsztyn–Ełk (deutsch Allenstein–Lyck).